# Cuy (Yonne)
Cuy [kɥi] ist eine französische Gemeinde mit 863 Einwohnern (Stand 1. Januar 2022) im Département Yonne in der Region Bourgogne-Franche-Comté (vor 2016 Bourgogne); sie gehört zum Arrondissement Sens und zum Kanton Thorigny-sur-Oreuse (bis 2015 Pont-sur-Yonne). Die Einwohner werden Cuistrats genannt.

## Geographie
Cuy liegt etwa acht Kilometer nordnordwestlich von Sens. Umgeben wird Cuy von den Nachbargemeinden Évry im Norden, La Chapelle-sur-Oreuse im Nordosten, Soucy im Osten, Saint-Denis-lès-Sens im Süden, Villeperrot im Westen sowie Gisy-les-Nobles im Nordwesten.

## Bevölkerungsentwicklung
| Jahr                       | 1962 | 1968 | 1975 | 1982 | 1990 | 1999 | 2006 | 2018 |
| Einwohner                  | 246  | 248  | 251  | 291  | 566  | 639  | 727  | 861  |
| Quellen: Cassini und INSEE |      |      |      |      |      |      |      |      |

## Sehenswürdigkeiten

Kirche Saint-Martin

- Kirche Saint-Martin

## Persönlichkeiten
- Lucien Pothier (1883–1957), Radrennfahrer